# Hans Grade
Hans Grade (17. května 1879 – 22. října 1946) byl německý podnikatel ve strojírenství, průkopník letectví a výrobce automobilů.

## Život
Hans Grade se narodil v Köslinu v Pomořansku. Dne 28. října 1908 v Magdeburku úspěšně provedl první motorový let na německé půdě s trojplošníkem vlastní konstrukce.
O rok později, 30. října 1909, se svým novým jednoplošníkem získal cenu 40 000 marek Lanz-Preis der Lüfte pro prvního Němce, který v německém letadle s německým motorem proletí trasu ve tvaru osmičky kolem dvou pylonů, vzdálených od sebe 1000 metrů.
V roce 1910 založil v Borku u Berlína první leteckou školu v Německu. Mezi jeho žáky patřila i první česká pilotka Božena Laglerová, která zde 27. září 1911 úspěšně složila pilotní zkoušku.
Jeho jednoplošník byl použit pro první leteckou přepravu pošty v Německu, když pilot Pentz v únoru 1912 letěl z Borku do Brucku s malým pytlem pošty v klíně. Ačkoli Gradeho jednoplošníky byly úspěšné, nebyly tak slavné jako jiné evropské typy, a proto jich bylo vyrobeno poměrně málo. V roce 1912 udělil císař Vilém II. Grademu pruský Řád koruny IV. třídy.
Od roku 1914 se zabýval především opravami bojových letadel a vyvinul také traktor. Výrobu letadel po válce Německu zakazovala Versailleská smlouva. Proto se i Hans Grade, jako jiní výrobci letadel, začal věnovat jiným oborů. V roce 1921 založil firmu Grade Automobilwerke AG, zkonstruoval první německý „malý automobil“, a ten začal v roce 1922 vyrábět. Jeho neobvyklá konstrukce malého dvousedadlového auta bez použití převodovky neobstála proti zavedeným konstrukcím. Do roku 1927 vzniklo více než 2000 těchto vozů, továrna zaměstnávala 800 lidí. V roce 1927 byla ale výroba ukončena a továrna uzavřena v důsledku finančních potíží.
Po převzetí moci nacisty v roce 1933 se neúspěšně snažil vyvinout nový Volksflugzeug (lidový letoun) a v roce 1934 se ujal výzkumných projektů pro německé výrobce letadel.
Dne 14. května 1939 na letišti Tempelhof v rámci oslavy svých šedesátých narozenin znovu vzlétl ve svém původním jednoplošníku z roku 1909.
Hans Grade zemřel v roce 1946 ve věku 67 let v Borkheide.
Letuschopná replika Gradeho jednoplošníku je exponátem leteckého muzea v Mladé Boleslavi.